# Tryphon geminator
Tryphon geminator là một loài tò vò trong họ Ichneumonidae.